# NGC 6766
NGC 6766 (другие обозначения — NGC 6884, PK 82+7.1) — планетарная туманность в созвездии Лебедь.
Этот объект занесён в новый общий каталог несколько раз, с обозначениями NGC 6766, NGC 6884.
Этот объект входит в число перечисленных в оригинальной редакции «Нового общего каталога».